# UKW-Rundfunk
Ultrakurzwellen-Rundfunk, kurz UKW-Rundfunk (häufig auch UKW-Radio oder FM-Radio) (englisch FM broadcasting), ist ein Rundfunkübertragungsverfahren, welches auf analoger Frequenzmodulation basiert und weltweit für die Verbreitung von Audio-Beiträgen auf dem VHF-Band II verwendet wird.

## Technische Details

Basisbandsignal eines UKW-Rundfunkprogrammes

UKW-Rundfunk wird weltweit auf dem VHF-Band II zwischen 87,5 MHz und 108 MHz ausgestrahlt, wobei einige Länder nur Teilbereiche dieses Bands verwenden. Das OIRT-Band von 65,8 MHz bis 74 MHz wird lediglich in einigen Ländern des ehemaligen Ostblocks, 76 MHz bis 108 MHz in Brasilien und das Band von 76 MHz bis 95 MHz in Japan verwendet. Als Modulationsart wird Frequenzmodulation (FM) benutzt. Diese ermöglicht eine weniger störanfällige Übertragung von Tonsignalen, da sie im Vergleich zu der im Lang-, Mittel-, und Kurzwellenbereich verwendeten Amplitudenmodulation (AM) unempfindlicher gegenüber atmosphärischen Störungen ist. Im VHF-Band II steht zudem eine Bandbreite von 20,5 MHz zur Verfügung, was etwa zwanzig Mal so viel wie die 1,08 MHz Bandbreite des gesamten Mittelwellenbereichs sind.
Das VHF-Band II wurde ursprünglich in ein Kanalraster von jeweils 300 kHz Breite aufgeteilt. Verwendet wurde dieses Kanalraster nur in der Anfangszeit, später wurde es durch eine flexiblere Zuordnung von Sendefrequenzen im 100-kHz-Raster ersetztet. In Kabelnetzen sowie in Italien wird ein 50-kHz-Raster verwendet. Die jeweiligen nominellen Bandgrenzen werden meistens ausgespart, beispielsweise dürfen in Deutschland die Frequenzen 87,5 und 108,0 MHz nur in Kabelnetzen als Trägerfrequenzen verwendet werden, da ansonsten Artikel 4.4 und 4.5 des Weltfunkvertrags verletzt würden.
Durch geschickte Frequenzvergabe versucht man, zwischen relevanten Sendern einer Region einen Mindestabstand von 300 kHz einzuhalten. Der einzelne Rundfunksender kann dabei eine wesentlich größere Bandbreite nutzen als in den AM-Bändern. Diese ermöglicht eine qualitativ hochwertige Tonqualität (High Fidelity) sowie zweikanalige Stereo-Übertragung. Zur Verbesserung des Signal-Rausch-Abstands werden beim UKW-Rundfunk außerdem die Höhen beim Senden angehoben und auf Empfängerseite wieder abgesenkt, was das Rauschen reduziert. Diese Technik wird mit Emphasis bezeichnet. Die Zeitkonstanten dieser Präemphasis sind in den USA (mit 75 µs) und im Rest der Welt (mit 50 µs) unterschiedlich.
Zur Stereoübertragung wird das Pilotton-Multiplexverfahren genutzt.
Das Kanalraster erlaubt wegen der höheren Bandbreite die Übertragung weiterer Zusatzdienste wie beispielsweise des Radio Data System (RDS) bzw. der bis 2012 eingesetzten ARI-Kennung von Verkehrsfunk-Durchsagen.
Zwischen 1974 und 1998 wurde in Deutschland auf den Frequenzen 87,340 MHz und 87,365 MHz das sogenannte Eurosignal ausgestrahlt, ein drahtloser Personenrufdienst.

### UKW-Rundfunk in Brasilien
Wegen der Migration von Mittelwellensendern fängt das UKW-Band seit 2021 bei 76 MHz an.

### UKW-Rundfunk in China
In China fängt das UKW-Band bereits bei 87 MHz an.

### UKW-Rundfunk in französischen Überseegebieten
Anders als im französischen Kernland fängt in einigen französischen Überseegebieten (Französisch-Guayana, Guadeloupe, Martinique, Saint-Barthélemy, Saint-Martin, Saint-Pierre und Miquelon) das UKW-Band erst bei 88 MHz an.

### UKW-Rundfunk in Großbritannien und Irland
In Großbritannien und Irland wird der Bereich von 88,0 MHz bis 107,9 MHz verwendet.

### UKW-Rundfunk in den Ländern Osteuropas
In den ehemals sozialistischen Ländern Osteuropas (mit Ausnahme der DDR), der Sowjetunion und der Mongolei wurde der Frequenzbereich von 65,9 bis 73,1 MHz, das so genannte OIRT-Band, für UKW-Rundfunk festgelegt. Erst nach der Wende 1989/90 wechselten einige Länder schrittweise auf das Band II, das in den westeuropäischen Ländern verwendet wurde.
Heute sind vielfach noch beide Frequenzbereiche aktiv – in Russland unterscheidet man beispielsweise (im Alltagssprachgebrauch) zwischen FM (87,5 MHz bis 108,0 MHz) und UKW (65,9 bis 73,1 MHz).
Anders als im D-A-CH-Raum kann in Russland die Trägerfrequenz 87,5 MHz regulär genutzt werden. Zum Beispiel sendet in Moskau Business FM auf dieser Frequenz. Außerdem sendet im polnischen Częstochowa Polskie Radio 1 auf dieser Frequenz.
Das OIRT-Band wird durch die Fußnoten 5.175 und 5.177 zum Weltfunkvertrag garantiert.

### UKW-Rundfunk in Japan
In Japan wird für den UKW-Rundfunk der Frequenzbereich 76 bis 95 MHz verwendet. Die Obergrenze wurde 2014 von 90 auf 95 MHz angehoben.
Wie im D-A-CH-Raum wird in Japan ein 100-kHz-Kanalraster verwendet.
Wie im D-A-CH-Raum können in Japan die jeweiligen Bandgrenzen (dort: 76,0 und 95,0 MHz, sowie vorerst noch 90,0 MHz) nicht als Trägerfrequenzen verwendet werden, während die Trägerfrequenz 87,5 MHz in Japan von NHK verwendet wird.
Das japanische UKW-Band wird durch die Fußnote 5.183 zum Weltfunkvertrag garantiert.

### UKW-Rundfunk in Norwegen
In Norwegen wird der analoge UKW-Rundfunk seit dem 13. Dezember 2017 nur noch für Lokalradios verwendet.

### UKW-Rundfunk in Südkorea
In Südkorea wird für den UKW-Rundfunk der Frequenzbereich 88 bis 108 MHz verwendet.

### UKW-Rundfunk in Südostasien
In Kambodscha, Laos und Thailand wird für den UKW-Rundfunk der Frequenzbereich 87,5 bis 108 MHz mit einem (nicht konsequent eingehaltenen) Kanalraster von 250 kHz verwendet; anders als im D-A-CH-Raum können auch die Bandgrenzen als Trägerfrequenzen verwendet werden.

### UKW-Rundfunk in den Vereinigten Staaten
In den USA ist der nutzbare Frequenzbereich auf 87,9 bis 107,9 MHz festgelegt, es wird ein ungerades 200 kHz-Raster verwendet (87,9 MHz, 88,1 MHz, 88,3 MHz … 107,9 MHz).
Die Höhenanhebung beim Senden beträgt in ganz Nordamerika und etlichen anderen Ländern (u. a. auch Kolumbien, Korea und der Vatikan, teilweise ist das aber in Ländern nicht mal einheitlich) 75 µs, im Gegensatz zu den 50 µs der meisten anderen Länder. Hieraus ergeben sich Unterschiede in der Wiedergabe im Hochtonbereich.

## Geschichte
1925 fand zwischen Jena und Kahla die erste UKW-Übertragung der Welt durch Professor Abraham Esau statt.
Nach dem Zweiten Weltkrieg wurden auf der Internationalen Rundfunkkonferenz in Atlantic City die Frequenzen für europäische Rundfunksender neu vergeben. Nach dem Kopenhagener Wellenplan erhielten die Verlierer-Staaten nur sehr wenige, ungünstige Frequenzen im Mittelwellenbereich zugeteilt. Diese Benachteiligung stellte sich später als ein Vorteil heraus, da insbesondere in diesen Staaten die Projektierung von Ultrakurzwellensendern forciert wurde. Der erste europäische UKW-Sender wurde am 28. Februar 1949 in München-Freimann vom Bayerischen Rundfunk (90,1 MHz) in Betrieb genommen.
| Bayerischer Rundfunk       | 027 |
| Hessischer Rundfunk        | 007 |
| Nordwestdeutscher Rundfunk | 029 |
| Radio Bremen               | 002 |
| Süddeutscher Rundfunk      | 012 |
| Südwestfunk                | 027 |
| Sender Freies Berlin       | 002 |
| Insgesamt                  | 106 |

Die erste Stereo-Versuchssendung auf UKW in Deutschland erfolgte 1958, einfach durch parallele Nutzung zweier Sender. Die ersten deutschen Sendungen mit dem heute üblichen Pilotton-Multiplexverfahren erfolgten Anfang August 1963 zunächst im Rundfunk der DDR, anlässlich der Funkausstellung 1963 folgte gegen Ende des Monats der Sender Freies Berlin. Ab 1968 strahlte jede Landesrundfunkanstalt mindestens ein UKW-Programm in Stereo aus.
Bis Mitte 1987 wurden für den UKW-Rundfunk in Deutschland nur Frequenzen von 87,5 MHz bis 100 MHz eingesetzt. Dann wurde der Frequenzbereich erweitert, zunächst bis 104 und ab 1992 bis 108 MHz. Die Empfänger-Hersteller zogen mit Verzögerung nach, weshalb in den 1970er Jahren Geräte mit einer UKW-Skala bis 104,5 neben solchen bis 108 MHz angeboten wurden. Die Frequenzen oberhalb 100 MHz wurden erst nach der Einführung von Privatsendern (ab etwa Mitte der 1980er Jahre) im großen Stil koordiniert. Deshalb sind hier die meisten privaten Programmanbieter zu finden.
In Deutschland werden UKW-Sender zurzeit (2014) von den neun Landesrundfunkanstalten, dem Deutschlandradio (mit den beiden UKW-Programmen Deutschlandfunk und Deutschlandfunk Kultur), von den Soldatensendern wie AFN und BFBS und von privaten Programmanbietern betrieben.
In vielen Ländern, darunter in Deutschland, der Schweiz und Österreich, ist der Betrieb von UKW-Sendern mit kurzer Reichweite von einigen Metern (bis zu 50 nW ERP erlaubter Strahlungsleistung), z. B. zur Übertragung von Signalen eines MP3-Players zum Autoradio, erlaubt. Diese Geräte werden im Handel als FM-Modulator, FM-Transmitter (Minisender) usw. angeboten.

## Die Zukunft des UKW-Rundfunks

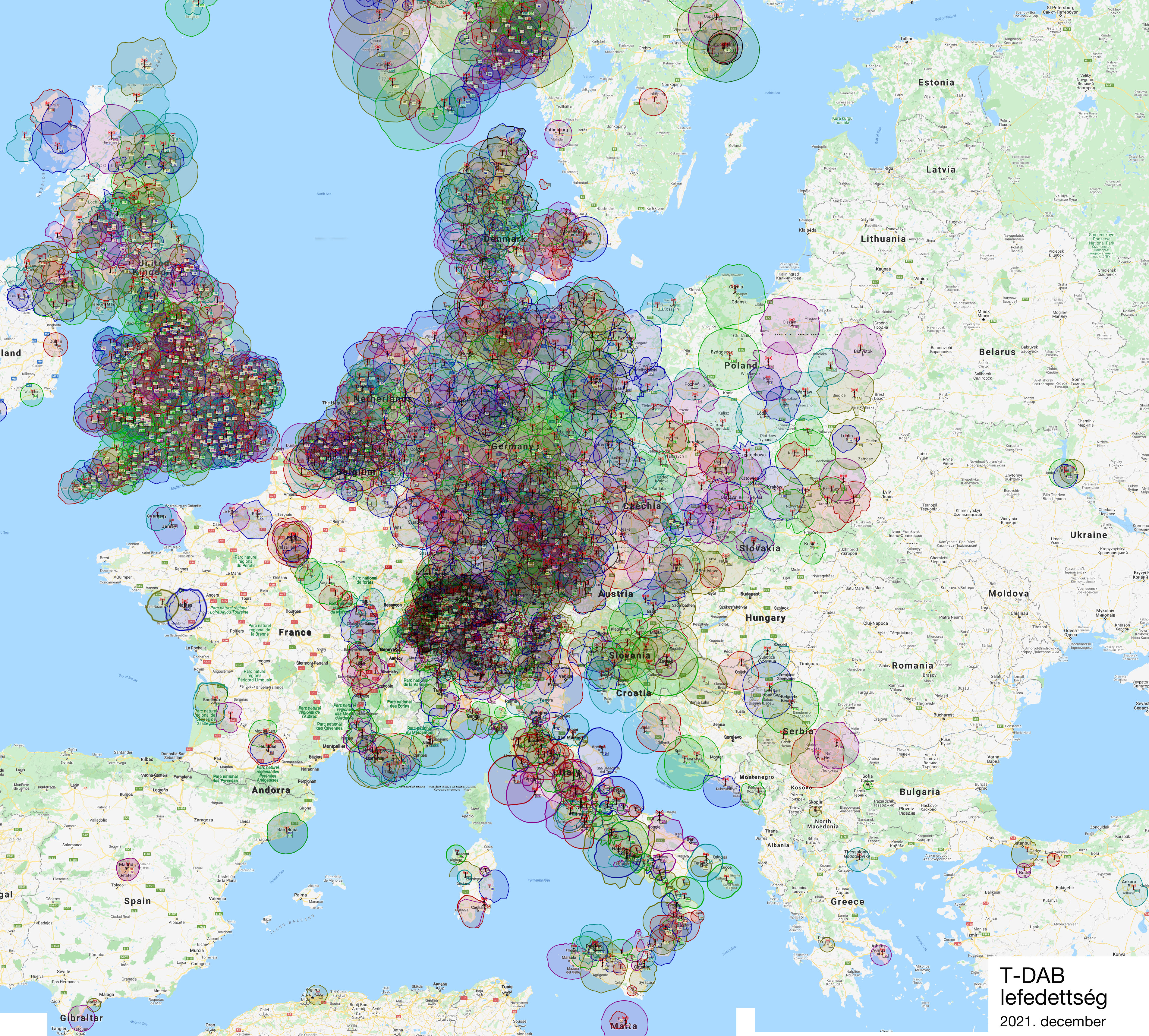
Fragmentiertes DAB+ Netz

Seit den späten 1980er Jahren wird die Abschaffung des UKW-Rundfunks überlegt. Zunächst wurde DAB (Digital Audio Broadcasting) als Nachfolger des klassischen UKW-Rundfunks angesehen. Es war vorgesehen die analoge Verbreitung von Rundfunkprogrammen im Jahr 2012 einzustellen, wenn sich der digitale Rundfunk verbreitet hätte. Dieses Ziel wurde deutlich verfehlt, siehe Analogabschaltung.
In Deutschland und Österreich konnte sich der ursprüngliche DAB-Standard (MPEG2-Audio) nicht durchsetzen und wurde eingestellt. In Deutschland und später auch in Österreich wurde daraufhin das inkompatible DAB+ eingeführt. In der Schweiz war die Einführung von DAB zwar erfolgreicher, es wurde aber auch dort mittlerweile durch DAB+ (HE-AAC v2) ersetzt, was alle bis dahin gekauften DAB-Empfänger unbrauchbar machte.
In Nordamerika, Südostasien sowie Teilen Europas setzte sich statt DAB/DAB+, der in den Vereinigten Staaten entwickelte HD-Radio-Standard durch, der DAB+ überlegen und zudem rückwärtskompatibel mit klassischem UKW-Rundfunk ist.
Die Einführung von DAB und DAB+ führte zu einer so noch nie dagewesenen Fragmentierung des weltweiten Radiomarktes. Die Situation in Europa ist unübersichtlich. In einigen Ländern wurde der Betrieb von DAB wieder eingestellt, in anderen wurde er mehr oder weniger erfolgreich durch DAB+ ersetzte, währenddessen setzt sich HD-Radio im Rest der Welt durch. Siehe auch Digital Audio Broadcasting in Europa

### Situation in Deutschland
Im Jahr 2000 stellte die Bundesregierung fest, „dass […] der UKW-Hörfunk durch Digital Audio Broadcasting (DAB) abgelöst werden soll.“ Voraussetzung hierfür wäre, dass sich DAB im Markt durchsetzt. Durch gemeinsame Anstrengungen aller Beteiligten sollte erreicht werden, dass im Jahr 2010 die weit überwiegende Mehrzahl der Hörer Digitalradio nutzt und damit die analoge Hörfunkübertragung ab 2010 auslaufen könnte. Schon im Jahr 2005 stellte die Initiative Digitaler Rundfunk in einem Bericht fest, dass sich DAB noch nicht hinreichend etablieren konnte und daher der analoge UKW-Hörfunk noch auf lange Sicht der wichtigste Verbreitungsweg bleiben wird. Ungeachtet dessen wird an dem Ziel, die analoge UKW-Hörfunkübertragung durch ein digitales System zu ersetzen, weiterhin festgehalten und das Band II soll dauerhaft dem Rundfunk zur Verfügung stehen.
Zwischenzeitlich gab es Überlegungen, den UKW-Bereich mit den schmalbandigen Systemen DRM+ oder HD-Radio zu digitalisieren. Diese Technik hätte es erlaubt, einzelne UKW-Frequenzen von analoger auf digitale Nutzung umzustellen. Nachdem die Einführung von DAB misslang, wurde 2011 mit der Einführung des Nachfolgers DAB+ ein weiterer Versuch gestartet. Da die Standards inkompatibel sind, müssen neue Geräte angeschafft werden. Dennoch zeigen sich teilweise Erfolge bei der Verbreitung.

#### UKW-Rundfunk in Kabelnetzen
In den Kabelnetzen wurde ebenfalls über UKW übertragen und dabei meist ortsübliche Sender auf abweichenden Frequenzen in die Kabelnetze eingespeist. Beispielsweise wurde SFB 1 in Berlin (terrestrische UKW-Frequenz 88,8 MHz) bei Kabel Deutschland auf der UKW-Frequenz 94,85 MHz übertragen, weil diese Frequenz terrestrisch nicht genutzt wurde und deshalb für die Verwendung im Kabelfernsehen frei war. Die Sender empfahlen teilweise, anlässlich der Analogabschaltung im Kabel dieselben Empfänger statt am Kabel an einer terrestrischen Antenne anzuschließen, um den Neukauf eines digitalen Receivers umgehen zu können. Mit Vodafone Kabel Deutschland hat der erste große Betreiber eines deutschen Kabelfernsehnetzes die UKW-Übertragung zum November 2018 beendet. Unitymedia hingegen hielt an einer Einspeisung von UKW-Rundfunk im Kabelnetz bis zur Übernahme durch Vodafone fest. Die analoge Rundfunkverbreitung über Kabelnetze, die bis Anfang 2024 bundesweit abgeschaltet wurde, sei nach Angabe der Initiative „Digitales Kabel“ (Interessenvertreter mehrerer Kabelnetzbetreiber) der digitale Nachfolgestandard DVB-C, obwohl auch DAB+ als Nachfolger für bis zu 200 Hörfunkprogramme im Kabelnetz verfügbar wäre und in Tests u. a. vom Bayerischen Rundfunk bereits eingesetzt wurde. In Sachsen darf in ungünstigen topographischen Lagen, wo teilweise Einschränkungen beim terrestrischen UKW-Empfang bestehen, UKW im Kabel über das von der Regierung beschlossene Abschaltdatum hinaus weiterverbreitet werden. Anfang 2024 fand der analoge Rundfunk im Kabelfernsehnetz endgültig sein Ende.